# هيلين لي (مخرجة)
هيلين لي هي مخرجة كندية، ولدت في 1965 في سول في كوريا الجنوبية.

## وصلات خارجية
- الموقع الرسمي
- هيلين لي على موقع IMDb (الإنجليزية)
- هيلين لي على موقع أول موفي (الإنجليزية)
- هيلين لي على موقع قاعدة بيانات الفيلم (الإنجليزية)
- هيلين لي على موقع كينوبويسك (الروسية)